# Ряби (Котельничский район)
Ряби (Лобановский, Лобашевский) — упразднённая деревня в Котельничском районе Кировской области России.

## География
Урочище находится в бассейне реки Матюг (нижний приток Ветлуги) в северо-западной части Котельничского района.
В радиусе 2 км находятся 5 урочищ и ни одного населённого пункта
д. Зиминщина (→ 1.2 км)
д. Заворотово (↙ 1.3 км)
д. Старуши (↗ 1.7 км)
д. Финяженки (↘ 1.7 км)
д. Родителевщина (← 1.9 км)

## История
Деревня Ряби основана до 1790 года как починок Лобановский черносошным крестьянином Лобановым Афанасием Романовичем, переселившимся из села Молотниково.

## Население
В 1802 году в Лобашевском отмечено три двора. В 1859 году в деревне уже шесть дворов и 24 крестьянина мужского пола. В 1891 году переписано шесть семей и 38 жителя.
В 1905 году числилось шесть дворов и 54 жителя. По материалам Всесоюзной переписи населения 1939 года в деревне оставалось всего 13 хозяйств и 61 человек.

## Инфраструктура
Как указано в переписи 1891 года, среди жителей основные занятия: паденщики, извозчики.